# Николай Лойхтенбергски
Николай Максимилианович Романовски, княз Лойхтенбергски (на руски: Николай Максимилианович Романовский князь Лейхтенбергский), е руски аристократ, княз и член на императорското семейство Романови. Руски офицер, генерал от кавалерията и генерал-адютант. Участник в Руско-турската война (1877 – 1878).

## Биография
Николай Лойхтенбергски е роден на 23 юни 1843 г. в Петерхоф, Русия. Той е третото дете и първият син на херцог Максимилиан Лойхтенбергски и великата княгиня Мария Николаевна, дъщеря на император Николай I. По рождение е „Негово Императорско Височество“. Получава образованието си от домашни учители като видните учени Класовски, Бауер, Михаил Драгомиров, М. Каторга и др.
Постъпва на действителна военна служба през 1859 г. Повишен е във военно звание генерал-майор от 1865 г. Поради морганатичен брак живее в чужбина (1871 – 1876).
Участва в Руско-турската война (1877 – 1878). Назначен е за командир на кавалерията на Предния отряд с командир генерал-лейтенант Йосиф Гурко). Участва в първото преминаване на Стара планина през Хаинбоазкия проход. Проявява се при първото превземане на Казанлък, битката при Нова Загора и боевете при Стара Загора. Повишен е последователно във военно звание генерал-лейтенант от 1877 г., генерал от кавалерията и генерал-адютант от 1890 г.
Проявява интерес към минералогията. Президент е на Руското минералогично дружество и Геологическия комитет. Предприема проучване на Централна Русия и Урал. Организира подробно геоложко изучаване и създаване на геоложка карта на Русия. Участва в изработването на правила за нефтеното производство, които действат и днес. Член на Минния съвет и на Комитета по държавните имущества. След Руско-турската война (1877 – 1878) живее в Париж. Автор на серия публикувани изследвания по минералогия.